# Vilmos Komornik (Generalmajor)
Vilmos Komornik (* 29. November 1923 im VIII. Budapester Bezirk „Józsefváros“, Budapest; † 6. Januar 2002 im VII. Budapester Bezirk „Erzsébetváros“, Budapest) war ein Offizier in der Volksrepublik Ungarn und zuletzt Generalmajor (Vezérőrnagy) im Innenministerium (Belügyminisztérium). Er war von 1962 bis 1967 zunächst Leiter der Gruppe BM III/I Aufklärung (Hírszerzés) sowie daraufhin zwischen 1967 und 1980 erster stellvertretender Leiter dieser Gruppe des Innenministeriums.

## Leben
Vilmos Komornik, Sohn von Klára Rosenberg, besuchte bis 1938 vier Klassen der Mittelschule und arbeitete daraufhin zwischen 1938 und 1940 zunächst als Laufbursche. Im Anschluss absolvierte er von 1940 bis 1943 eine Berufsausbildung zum Schneider und arbeitete von 1943 bis 1944 als Schneidergeselle. 1944 wurde er während des Zweiten Weltkrieges 1944 zum Arbeitsdienst eingezogen und war nach Kriegsende zwischen 1945 und 1948 abermals als Schneidergeselle tätig. Nachdem er 1948 einen dreimonatigen Lehrgang an der Parteischule der Partei der Ungarischen Werktätigen MDP (Magyar Dolgozók Pártja) absolviert hatte, war er zwischen 1948 und 1951 politischer Mitarbeiter der Organisationsabteilung des Zentralkomitees (ZK) der MDP. Anschließend besuchte er von 1951 bis 1954 die Parteihochschule der KPdSU in der Sowjetunion und war nach seiner Rückkehr zwischen 1954 und Oktober 1956 Leiter der Studienabteilung sowie zeitgleich vom 20. Oktober 1955 bis Oktober 1956 kommissarischer stellvertretender Direktor der Parteihochschule der MDP. Er absolvierte zudem zwischen 1954 und 1956 einen Lehrgang für Stabsoffiziere an der Miklós Zrínyi-Militärakademie (Zrínyi Miklós Katonai Akadémia).
Am 15. November 1956 wurde Komornik in den Dienst des Innenministeriums (Belügyminisztérium) übernommen und war in den folgenden Jahren nach seiner Beförderung zum Major (Őrnagy) am 1. Dezember 1956 bis zum 15. Juli 1962 nacheinander stellvertretender Leiter verschiedener Abteilungen (BMIV, BM ORFK II/III, BM II/5, BM II/3). Nach seiner Beförderung zum Oberstleutnant (Alezredes) am 15. Juli 1962 war er zunächst bis zum 15. August 1962 Leiter der Abteilung BM II/3 Aufklärung (Hírszerzés). Im August 1962 kam es zu einer neuerlichen Reorganisation der Staatsschutzaufgaben. Dabei wurde im Innenministerium die Abteilung II Politische Ermittlungen durch die Hauptgruppe BM III Staatssicherheit (Állambiztonsági) als die neue Organisation der politischen Polizei ersetzt. Innerhalb dieser Hauptgruppe wurden fünf Gruppen geschaffen, wobei József Galambos als erster Leiter der Hauptgruppe III Chef der Staatssicherheit blieb. Diese Organisation umfasste alle ungarischen Geheimdienste mit Ausnahme des militärischen Nachrichtendienstes (MNVK 2. Csoportfőnökség), der als Gruppe 2 dem Generalstab der Ungarischen Volksarmee MNVK (Magyar Néphadsereg Vezérkar) unterstellt war.
Daraufhin wurde Vilmos Komornik am 15. August 1962 Leiter der neu entstandenen Gruppe BM III/I Aufklärung (Hírszerzés) und hatte diesen Posten bis zu seiner Ablösung durch Generalmajor Sándor Rajnai am 15. Februar 1967 inne. Er wurde in dieser Verwendung am 4. April 1964 zum Oberst (Ezredes) befördert und fungierte zwischen dem 15. Februar 1967 und dem 31. Dezember 1980 nur noch als erster stellvertretender Leiter der Gruppe BM III/I und damit als Stellvertreter von Sándor Rajnai beziehungsweise Generalmajor János Bogye, der am 1. Januar 1977 neuer Leiter der Gruppe BM III/I. Er wurde am 4. Januar 1975 zum Generalmajor (Vezérőrnagy) befördert und trat am 31. Dezember 1980 in den Ruhestand.

## Weblink
- Komornik Vilmos. In: Historisches Archiv der Staatssicherheitsdienste (Állambiztonsági Szolgálatok Történeti Levéltára). Abgerufen am 4. März 2023 (ungarisch).

| Personendaten    | Personendaten                                    |
| ---------------- | ------------------------------------------------ |
| NAME             | Komornik, Vilmos                                 |
| KURZBESCHREIBUNG | ungarischer Generalmajor                         |
| GEBURTSDATUM     | 29. November 1923                                |
| GEBURTSORT       | VIII. Budapester Bezirk „Józsefváros“, Budapest  |
| STERBEDATUM      | 6. Januar 2002                                   |
| STERBEORT        | VII. Budapester Bezirk „Erzsébetváros“, Budapest |